# Медаль «За бойові заслуги» КНДР
Медаль «За бойові заслуги» КНДР — медаль, започаткована 13 червня 1949 року указом Президії Верховного Народного Збору Корейської Народно-Демократичної Республіки та вручається за бойові заслуги.

## Історія
Указом Президії Верховного Народного Збору КНДР від 1949 року започатковано дану медаль за бойові заслуги, вручається не тільки за військові та бойові заслуги, а ще і  за 10 років зразкової поведінки у Збройних силах КНДР.
У 1950-х роках більшість військових медалей вироблялася Корпорацією з виробництва монет Радянського Союзу (до 1991), а дизайн медалі 1949 року був змінений у 1980-х роках і використовується досі.

## Нагороджені
Нагороджені більш як 500 000 корейців та понад 400 000 китайців під час Корейської війни. Загалом нагороджено 900 000 осіб. нагородження наступні поки що не відомі, але відомі серед нагороджених:
- Чхве Рьон Хэ
- Рі Пен Чхоль (4 рази)
- О Джин У
- Кім Ен Чун
- Лі Иль Соль
- Рі Йон Гіль[1]